# Victorino Corvalán
Victorino Corvalán (ciudad de Mendoza, junio de 1793 - marzo de 1854) fue un militar argentino, que participó en la guerra de independencia de Chile y en las guerras civiles argentinas.

## Biografía
Hijo de un militar y hermano del después general Manuel Corvalán y del coronel Mateo Corvalán, estudió en su ciudad natal y en el Colegio de San Carlos de Buenos Aires. Se dedicó al comercio entre la capital y Cuyo.
En 1813 se enroló como oficial del Regimiento de Infantería de Línea de Mendoza, que más tarde formó parte del Ejército de los Andes. Participó del Cruce de los Andes a órdenes de Mariano Necochea, de la división del general Soler, y luchó en  las batallas de Las Coimas y Chacabuco. Fue el encargado de perseguir a los derrotados, de modo que fue el primero oficial en entrar en Santiago y en las ciudades de Rancagua y San Fernando. Después combatió en Talca, Chillán, Curapaligüe, Talcahuano, Cancha Rayada y Maipú.
En 1818 regresó a Mendoza, donde asumió el mando del Regimiento de Infantería de la capital provincial.
Al estallar la guerra civil, se unió a las fuerzas unitarias. Se destacó en el ataque a las fuerzas rebeldes de San Juan en Jocolí, y en las batallas de Río Cuarto y Punta del Médano, contra el caudillo montonero chileno Carrera.
Durante la década de 1820 fue ascendido a coronel de milicias, y siguió luchando por el partido unitario. Fue uno de los jefes del ejército unitario derrotado por el fraile Aldao en la batalla de Pilar. Después fue uno de los más destacados jefes militares del gobernador José Videla Castillo, y a sus órdenes combatió en la batalla de Rodeo de Chacón, que significó el fin de la Liga del Interior en Mendoza. Como resultado de la misma se exilió en Chile, radicándose en Santiago.
Regresó al poco tiempo, favorecido por la política conciliadora del gobernador Molina. Formó parte de la comisión militar que juzgó la fracasada revolución de 1835, que condenó a muerte al coronel Lorenzo Barcala y sus compañeros. Pero algún tiempo más tarde emigró nuevamente a Chile, por el endurecimiento de la situación política, causado por esa misma conspiración.
Regresó en 1851 a Montevideo, donde se unió al Ejército Grande de Urquiza en su campaña contra Juan Manuel de Rosas. Combatió en la batalla de Caseros como segundo jefe de un escuadrón de caballería. Fue ascendido a coronel – grado que le había sido reconocido anteriormente – y nombrado inspector general de Armas de la provincia de Buenos Aires. Perdió ese cargo en la revolución del 11 de septiembre de 1852, tras la cual se trasladó a Mendoza. Allí fue inspector de aduana y diputado provincial.
Falleció en marzo de 1854 en Mendoza.
Una de sus hijas casaría con el después gobernador Francisco Civit, y sería la madre del ministro Emilio Civit.